# Гезовка
Гезовка (укр. Гезівка) — село,
Сергеевский сельский совет,
Белопольский район,
Сумская область,
Украина.
Код КОАТУУ — 5920687803. Население по переписи 2001 года составляло 15 человек .

## Географическое положение
Село Гезовка находится на левом берегу реки Локня,
выше по течению на расстоянии в 1 км расположено село Бошевка (Бурынский район),
ниже по течению на расстоянии в 2 км расположено село Анновское.
Река в этом месте пересыхает.
Рядом проходит автомобильная дорога Т-1917.